# Львовская митрополия УГКЦ

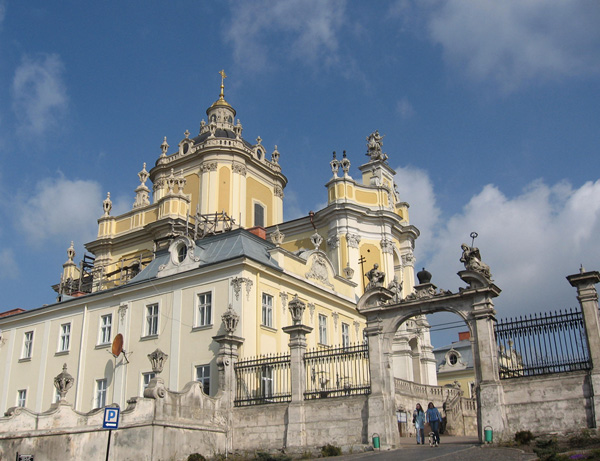
Кафедральный собор митрополии — Собор святого Юра во Львове

Львовская митрополия УГКЦ — административно-территориальная единица Украинской грекокатолической церкви с центром во Львове, провозглашена 29 ноября 2011 года. В состав митрополии вошли Львовская архиепархия, Стрыйская, Самборско-Дрогобычская и Сокальско-Жолковская епархии.
Митрополию возглавил Игорь Возняк, архиепископ и митрополит Львовский.
Собор Святого Юра во Львове объявлен Архикафедральным собором Львовской митрополии.

## Источник
- Создана Львовская митрополия УГКЦ. УНИАН Религии, 29.11.2011